# Antennatus dorehensis
Antennatus dorehensis es una especie de pez del género Antennatus, familia Antennariidae. Fue descrita científicamente por Bleeker en 1859.
Se distribuye por el Indo-Pacífico: costa este de África, las islas Aldabra, Islas Cocos, las islas Ryūkyū, Filipinas y las Molucas hasta Nueva Guinea y hacia el este hasta Tahití. La longitud total (TL) es de 14 centímetros. Habita en arrecifes. Puede alcanzar los 10 metros de profundidad.
Está clasificada como una especie marina inofensiva para el ser humano.